# Иршавская городская община
Иршавская городская общи́на (укр. Іршавська міська громада) — территориальная община в Хустском районе Закарпатской области Украины.
Административный центр — город Иршава.
Население составляет 35 997 человек. Площадь — 313,1 км².

## Населённые пункты
В состав общины входят один город (Иршава) и 19 сёл:
- Брод
- Великая Ростока
- Дешковица
- Дубы
- Дубровка
- Загатье
- Ивашковица
- Ильница
- Климовица
- Кобалевица
- Крайняя Мартынка
- Лоза
- Локоть
- Малая Ростока
- Осой
- Подгорное
- Смологовица
- Собатин
- Чёрный Поток